# 辻兵太郎
辻 兵太郎（つじ ひょうたろう、1899年（明治32年）4月18日 - 1954年（昭和29年）6月24日）は、日本の政治家（秋田市会議員、同副議長）、商人（呉服商、秋田県呉服太物商組合長）、実業家。秋田土地社長。辻代表。秋田商工会議所副会頭。

## 人物
秋田県・辻兵吉の長男。辻吟次郎の甥。1917年、秋田中学卒業。1919年、志願兵として入営し、陸軍中尉に進級した。呉服商を営み傍ら会社の重役であった。秋田市会議員に推され、1942年7月13日、副議長（第18代）に就任し、1945年3月10日、退任した。
趣味は囲碁、運動。宗教は浄土真宗。秋田県在籍。住所は秋田市大町、東京市麹町区永田町。

## 家族・親族
辻家
- 祖父・2代目兵吉（1852年 - 1926年、秋田平民、秋田県多額納税者、秋田銀行、秋田貯蓄銀行各頭取）
- 父・3代目兵吉（1875年 - 1951年、貴族院議員、秋田県多額納税者、秋田銀行頭取）
- 妻・クニ（1905年 - ?、秋田、本間金之助の妹）[3]
- 男・5代目兵吉（1926年 - 2008年、前名・良一[1][3]）
- 女（1924年 - ）[3]
- 二女（1930年 - ）[3]
- 二男（1932年 - ）[3]

親戚
- 2代目本間金之助（貴族院議員、秋田県多額納税者、第四十八銀行、秋田貯蓄銀行各頭取）
- 山内三郎兵衛（呉服太物商、秋田県多額納税者、京山合名会社理事）